# Christina Sofia Bielke
Christina Sofia Bielke, född 19 januari 1727, död 5 april 1803 i Stockholm, var en svensk grevinna och politisk aktivist. Hon var gift med riksrådet greve Carl Rudenschöld och mor till konspiratören Magdalena Rudenschöld.

## Biografi
Christina Sofia Bielke var dotter till riksrådet greve Ture Gabriel Bielke och Charlotta "Lotta" Christina Piper. Hennes mor avled efter hennes födelse, och Christina Sofia och hennes helsyskon Eva Charlotta och Nils Adam växte upp som fosterbarn hos sin mormor Christina Piper, som var emot faderns omgifte. Hennes styvmor, Anna Margareta Oxenstierna, var politiskt aktiv mösspartist. Christina Sofia och hennes syster uppfostrades av en fransk guvernant, Mertier, och en huspräst, företrädesvis på Krageholms slott (förutom under åren 1745–1749 på Hässelbyholm); de stannade hos mormodern fram till dennas död 1752.
Christina Sofia Bielke gifte sig år 1756 med riksrådet friherre (senare greve) Carl Rudenschöld. Hon ingick sitt första äktenskap ovanligt sent för en kvinna ur adeln på denna tid: hon hade tidigt lovat Rudenschöld att gifta sig med honom, men hade inte fått tillstånd av sina föräldrar. Orsaken var att hennes styvmor ogillade rangskillnaden, eftersom Rudenschöld tillhörde nyadeln. Hon vägrade dock att bryta sitt löfte och väntade under Rudenschölds frånvaro i England, Frankrike och Preussen och efter sin styvmors död, innan vigseln kunde äga rum. Maken blev riksråd 1761, men familjen levde under för adeln strama ekonomiska förhållanden. Bielke beskrivs som en person som främst ägnade sig åt sin familj.
År 1766 fick maken Carl Rudenschöld och brodern avgå som riksråd efter mössornas valseger, och familjen drabbades av ekonomiska svårigheter. De tvingades bland annat sälja sin lantegendomar och leva året runt i Stockholm på en enklare adress. Bielke beskrivs under denna tid som beundransvärd för sitt tålmodiga sätt att bära svårigheterna. Christina Sofia Bielke finns dock upptagen på den franska listan på personer som mottog hemliga pensioner av franska staten mot att genom sitt inflytande gynna franska intressen i Sverige. Listan innehöll i slutet av 1760-talet nio namngivna personer, av vilka tre var kvinnor. Även Eva Helena Löwen upptas på listan. Sådana pensioner var inte ovanliga, och för kvinnor handlade det ofta om att finansiera en politisk salong för franska intressen. Christina Sofia Bielke anlitades troligen på grund av sina goda kontakter i politiskt inflytelserika kretsar: hennes make beskrivs som franskvänlig, och hennes svägerska tillhörde kretsen kring den politiska aktiva Lovisa Ulrika. Bielke, liksom Löwen, förmodas ha haft till uppgift att bedriva fransk propaganda genom sina salonger. Frankrikes intressen i Sverige gick under dess år ut på att stödja kungahusets ambition att utöka sin makt på riksdagens bekostnad, intressen hon också ska ha arbetat för. Maken återfick sin position 1769 efter hattarnas återkomst till makten, och i och med statskuppen 1772 segrade också de franska intressen som Frankrikes agenter i Sverige var satta att gynna.
Christina Sofia Bielke bodde kvar i Stockholm efter makens död 1783. Sedan hennes dotter Caroline hade gift sig, hennes yngre dotter Magdalena hade blivit hovfröken och hennes söner hade gått in i armén respektive Livgardet, bodde hon med en av makens brorsdöttrar, guvernanten Julie "Fröken Juliana" Rudenschöld, och därefter med sällskapsdamen Inga Lisa Lindberg, som vårdade henne vid hennes död. Vid tidpunkten för rättegången mot dottern Magdalena Rudenschöld 1793 hade hon blivit blind och var vid mycket dålig hälsa. Under rättegången gav Reuterholm och hertig Karl order om att innehållet i Magdalena Rudenschölds kärleksbrev till Armfelt inte skulle tas till protokollet av hänsyn till hennes mor. Reuterholm lät dock trycka dem i häftet "Den på gamla Kungshuset fängslade Magdalena Charlotta Carlsdotters Bref Til Riksförrädaren, Som fordom kallades Baron Armfelt, Nu fogelfri under namn af Gustaf Mauritz Magnusson, Angående Deras Kärleks-Äfventyr" och kolportera ut den på gatorna, och texten ska sedan ha utskrikits under moderns fönster. Bielke skickade efter dödsdomen mot Magdalena in en nådeansökan till kungen, som på grund av hennes blindhet inte kunde undertecknas och troligen skrevs av hennes sällskapsdam Julie Rudenschöld. Sedan Magdalena Rudenschöld hade benådats och dömts till schavottering och fängelse, intalade hon i samförstånd med sina syskon modern att hon enbart hade förvisats till landsbygden, av hänsyn till dennas hälsa. Magdalena Rudenschöld besökte ofta sin mor efter sin frigivning från spinnhuset 1796; det var också hos henne hon bodde mellan sin frigivning från spinnhuset och innan hon begav sig till sin förvisning på Gotland. När Magdalena Rudenschöld inledde ett förhållande med sin betjänt och öppet levde tillsammans med honom, tog dock modern avstånd från henne.